# Portrait de Claes Duyst van Voorhout
Portrait de Claes Duyst van Voorhout est une peinture à l'huile sur toile du peintre hollandais de l'âge d'or Frans Hals, réalisée en 1638 et conservée au Metropolitan Museum of Art de New York.

## Description
Un homme est habillé avec goût, coiffé d'un chapeau souple et la main gauche sur sa hanche, dans une pose caractéristique de Hals. La tenue vestimentaire de l'homme correspond à son métier, celui de brasseur de Haarlem, mais contrairement aux autres brasseurs de Haarlem que Hals a représentés, son nom ne se trouve pas dans les archives locales. L'occasion pour laquelle le portrait a été peint est inconnue, peut-être réalisé pour décorer sa brasserie, afin que les personnes qui travaillaient pour lui ou visitaient les lieux puissent savoir à quoi ressemblait le propriétaire Claes Duyst van Voorhout. Pour la même raison, il est également possible que ce tableau ait été le pendant du portrait d'un partenaire commercial, plutôt que d'une épouse. Par exemple, la forme, la taille, la période et la position correspondent à celles de Portrait d'homme au gant (musée de l'Ermitage de Saint-Pétersbourg) :

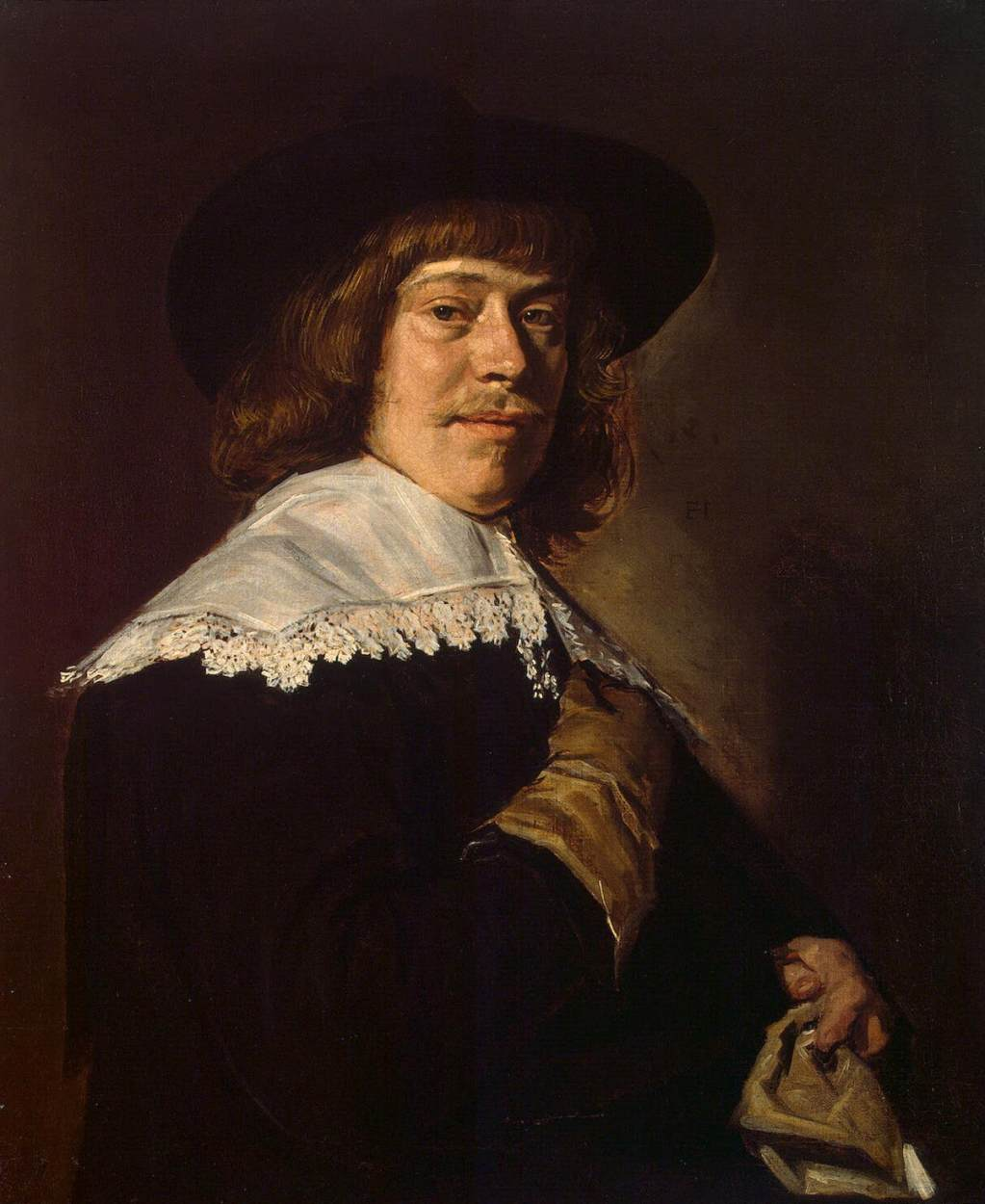
Portrait d'homme au gant.

## Provenance
La peinture est l'une des mieux documentées de l'œuvre de Hals, mentionnée pour la première fois par Gustav Friedrich Waagen dans sa description des peintures de Lord Egremont en 1854. Après cela, il a été étudié par les historiens de l'art Wilhelm von Bode en 1883, Ernst Wilhelm Moes en 1909, Hofstede de Groot en 1910, William Valentiner en 1923, Trivas en 1941 et Gerrit David Gratama en 1946. Seymour Slive et Claus Grimm l'attribuent également à Hals.
Dans son catalogue de 1989 de l'exposition internationale Frans Hals, Slive a parlé d'une  ancienne étiquette au dos qui mentionnait l'homme représenté comme Claes Duyst van Voorhout, brasseur à De Zwaanschel. Des recherches d'archives du XXe siècle ont révélé qu'un certain Nicolaes Pietersz Duyst van Voorhout était en effet propriétaire de la brasserie appelée le Swaenshals (Col de cygne) à Haarlem en 1629 et qu'il avait 29 ans, ce qui correspond à la date de ce portrait peint environ 10 ans plus tard.